# Joachim Ringelnatz
Joachim Ringelnatz (właściwe nazwisko Hans Bötticher) (ur. 7 sierpnia 1883 w Wurzen koło Lipska, zm. 17 listopada 1934 w Berlinie), niemiecki poeta, karykaturzysta, rysownik i malarz.
Tłumaczką jego twórczości na język polski jest prof. Teresa Kowalska.